# لينتولوس باتياتوس
كان لينتولوس باتياتوس المالك الروماني لمدرسة مصارعين في كابوا بالقرب من جبل فيزوف، في جنوب إيطاليا. ومن هذه المدرسة هرب سبارتاكوس التراقي وبدأ بتمرد للعبيد الذي أدى إلى حرب العبيد الثالثة.